# 六溴合锇(IV)酸钾
六溴合锇(IV)酸钾是一种配位化合物，化学式为K2OsBr6。它可由锇酸钾（K2OsO2(OH)4）和浓氢溴酸反应制得。
它和二甲基亚砜（DMSO）在溴化亚锡存在下反应，可以得到trans-[OsBr2(dmso-S)4]，所得化合物在150 °C的DMSO中会异构为cis,fac-[OsBr2(dmso-S)3(dmso-O)]。